# Inga Dietrich
Inga Dietrich (* 1969 in Münster) ist eine deutsche Theater- und Filmschauspielerin.

## Leben
Inga Dietrich wurde Anfang der 1990er Jahre zur Theater-Schauspielerin ausgebildet und war zunächst in diesem Bereich tätig, ebenso hat sie in Lesungen und Hörspielen mitgewirkt. Seit 1999 tritt sie auch in Filmen und Fernsehserien auf. So spielte sie in Sylke Enders’ Kroko mit und der Serie Im Angesicht des Verbrechens. 2017 spielte sie die Hauptrolle der „Audrey“ im Drama Weather House, 2018 wirkte sie im preisgekrönten Kurzfilm Der Junge mit dem Teddy mit.

## Filmografie (Auswahl)
- 2001: Berlin is in Germany
- 2002: Hinter Gittern – Der Frauenknast (Fernsehserie, 4 Folgen)
- 2003: Kroko
- 2007: Der fremde Gast
- 2010: Im Angesicht des Verbrechens (Fernsehserie, 3 Folgen)
- 2012: Im Brautkleid meiner Schwester
- 2014: Rico, Oskar und die Tieferschatten
- 2014: Polizeiruf 110: Käfer und Prinzessin
- 2015: Ich bin dann mal weg
- 2016: Einfach Rosa – Verliebt, verlobt, verboten
- 2016: Schubert in Love
- 2017: Spreewaldkrimi: Spiel mit dem Tod
- 2017: Weather House
- 2018: Der Junge mit dem Teddy (Kurzfilm)
- 2019: Totgeschwiegen
- 2019: Mein Schwiegervater, der Camper
- 2020: Altes Land
- 2021: SOKO Potsdam: Leben lassen (Fernsehserie)
- 2021: Der Zürich-Krimi: Borchert und der verlorene Sohn
- 2021: Die Jägerin – Nach eigenem Gesetz
- 2022: Einfach mal was Schönes
- 2023: Mordach – Tod in den Bergen
- 2023: One for the Road
- 2024: Alles gelogen
- 2024: Allein zwischen den Fronten
- 2024: SOKO Leipzig: Vertrau mir
- 2024: Bettys Diagnose: Alles verloren
- 2025: Ein ganz großes Ding

## Hörspiele (Auswahl)
- 1995: Matthias Wittekindt: Der Dialog der Architekten (Sie 1) – Regie: Matthias Wittekindt Original-Hörspiel – Deutschlandradio)
- 1996: Anonymus: Tausendundeine Nacht (9. Folge) – Regie: Robert Matejka (Hörspielbearbeitung – Deutschlandradio)